# Velké slavosloví
Velké slavosloví (rusky Вели́кое славосло́вие, řecky Ἡ μεγάλη δοξολογία / megali doxologia) je modlitba v pravoslavné a řeckokatolické bohoslužbě, jejíž text je založen na biblickém textu (Luk 2:14) - ”Sláva na výsostech Bohu a na zemi pokoj lidem dobré vůle” / “слава в вышних Богу, и на земле мир, в человеках благоволение!”.

## Charakteristika
Jedná se o andělskou píseň, která se zpívá při blahoslavení pastýřů při svátcích narození Ježíše Krista. Jejím ekvivalentem v katolické církvi je hymnus Gloria in Excelsis Deo.
Velké slavosloví se, na rozdíl od každodenního slavosloví, vyskytuje pouze při sváteční jitřní liturgii (nevykonává se po bohoslužbě od pondělí do pátku první-šesté a o Svatém týdnu při Velkém půstu). Ve všední (nesváteční) dny, při velkopostních svátečních jitřních a večerních se denní slavosloví pouze čte. V liturgické praxi se ustálil zvyk při Velikém slavosloví otevírat carská vrata, a kněz obléká felon.